# Camponotus conulus
Camponotus conulus är en myrart som beskrevs av Mayr 1870. Camponotus conulus ingår i släktet hästmyror, och familjen myror. Inga underarter finns listade.